# 透納球場
透納球場（英語：Turner Field）是一座位於美國喬治亞州亞特蘭大的棒球場，先前做為美國職業棒球大聯盟（MLB）亞特蘭大勇士隊的主場。原先該場館為奧林匹克百週年體育場，做為1996年夏季奧林匹克運動會的主場館，後來為使資源不致荒廢，被改建成為棒球場，並於1997年正式啟用。之後於2017年拆除並改建成喬治亞州立體育場。

## 外部連結
- Stadium site on braves.com 大勇士隊官方網頁 - 球場介紹 （页面存档备份，存于）